# Horta Oest

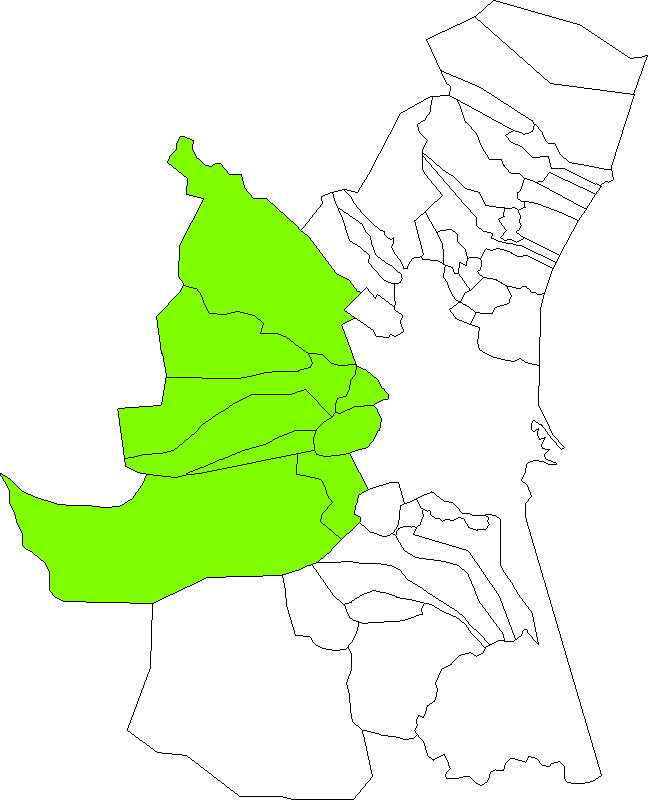
L'Horta Oest respecte l'Horta de València.

L'Horta Oest fou una comarca del País Valencià fins al 31 de desembre del 2022 i que tingué la seua capital a Torrent (encara que no fou capital administrativa ni històrica). Així mateix formava part de la comarca històrica de l'Horta de València.
Esta subcomarca estava composta per diversos municipis de l'Horta Sud: Torrent, Mislata, Aldaia, Manises, Xirivella, Alaquàs, Quart de Poblet i Picanya. I, a més, també incorporà de manera arbitrària un municipi que geogràficament està a Horta Nord, Paterna. L'Horta tradicionalment es divideix pel pas del riu Túria: tot el que en queda a dalt és Horta Nord i tot el que en queda a baix és Horta Sud. La Generalitat va eliminar la comarca de l'Institut Cartogràfic Valencià l'any 2021.

## Geografia
Limitava al nord amb el Camp de Túria i l'Horta Nord, a l'est amb la ciutat de València, al sud amb la Ribera Alta i a l'oest amb la Foia de Bunyol.

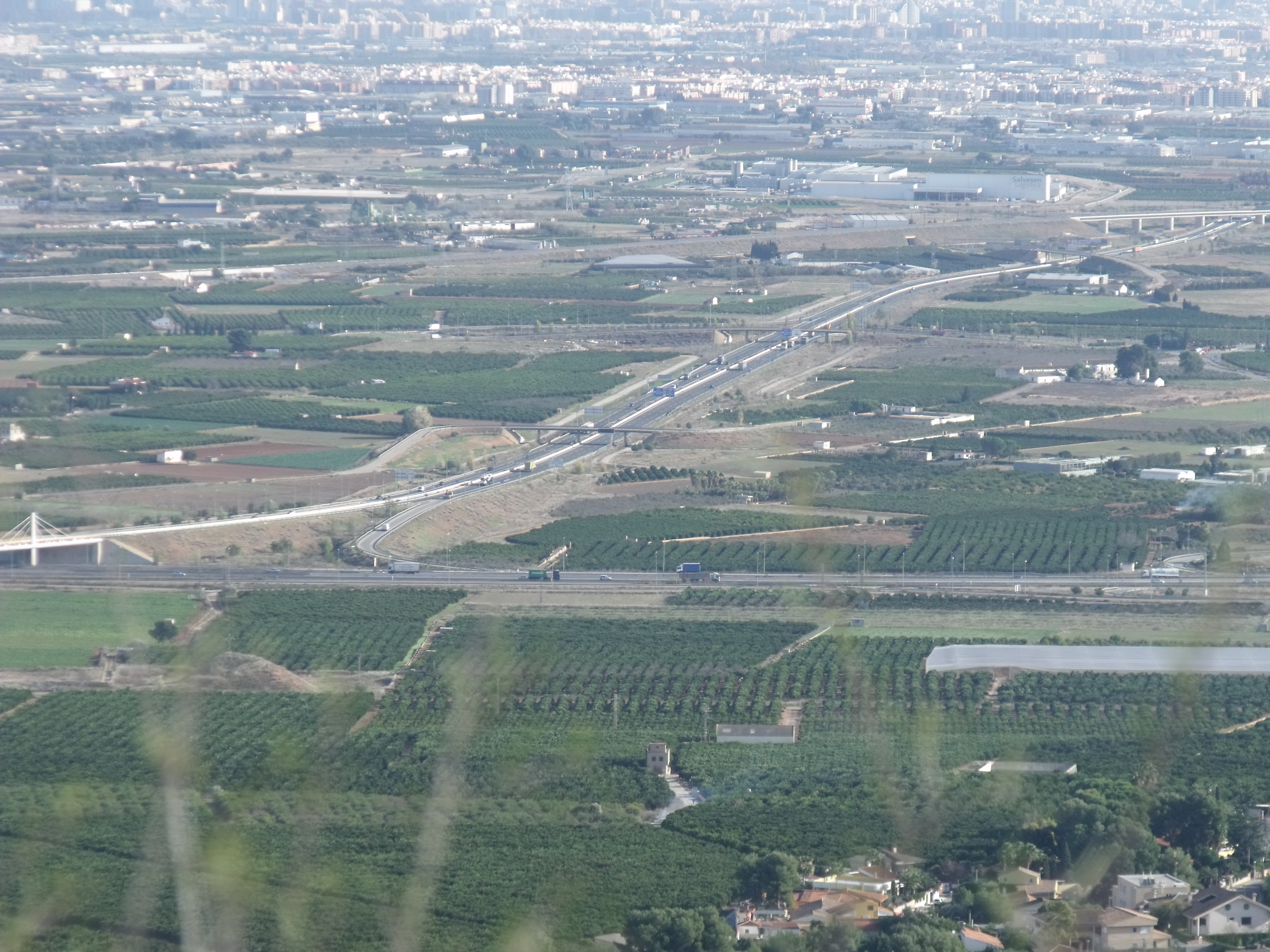
Vista de l'Horta Sud, amb parts de Torrent, Aldaia, Alaquàs, Xirivella i Mislata.

Els municipis d'aquesta comarca eren:
| |          |          |           |
| \| Municipi \| Població \| Extensió \| Densitat \| \| --------------- \| -------- \| -------- \| --------- \| \| Alaquàs \| 29.474 \| 3,90 \| 7.557,44 \| \| Aldaia \| 31.320 \| 16,10 \| 1.945,34 \| \| Manises \| 30.630 \| 19,60 \| 1.562,76 \| \| Mislata \| 43.042 \| 2,10 \| 20.496,19 \| \| Paterna \| 68.547 \| 44,00 \| 1.557,89 \| \| Picanya \| 11.278 \| 7,50 \| 1.503,73 \| \| Quart de Poblet \| 24.491 \| 19,70 \| 1.243,20 \| \| Torrent \| 80.630 \| 69,20 \| 1.165,17 \| \| Xirivella \| 28.950 \| 5,20 \| 5.567,31 \| \| Total \| 348.362 \| 187,30 \| 1.859,91 \| |          |          |           |
| Municipi | Població | Extensió | Densitat  |
| Alaquàs | 29.474   | 3,90     | 7.557,44  |
| Aldaia | 31.320   | 16,10    | 1.945,34  |
| Manises | 30.630   | 19,60    | 1.562,76  |
| Mislata | 43.042   | 2,10     | 20.496,19 |
| Paterna | 68.547   | 44,00    | 1.557,89  |
| Picanya | 11.278   | 7,50     | 1.503,73  |
| Quart de Poblet | 24.491   | 19,70    | 1.243,20  |
| Torrent | 80.630   | 69,20    | 1.165,17  |
| Xirivella | 28.950   | 5,20     | 5.567,31  |
| Total | 348.362  | 187,30   | 1.859,91  |

## Història
Antigament la comarca de l'Horta de València incloïa les comarques de l'Horta Nord, l'Horta Oest, l'Horta Sud i la ciutat de València. A causa del creixement d'aquestes, es va dividir en les quatre comarques esmentades.
La comarca de l'Horta Oest és de creació moderna, l'any 1989, i comprèn part de l'antiga comarca del Pla de Quart, i part de la històrica l'Horta. Aquestes comarques antigues apareixen al mapa de comarques d'Emili Beüt «Comarques naturals del Regne de València» publicat l'any 1934.
L'Horta Oest va desaparèixer definitivament del mapa oficial comarcal de l'Institut Cartogràfic Valencià arran de la proposta de la Fundació Horta Sud i la Mancomunitat de l'Horta Sud a la Generalitat. A més a més, l'any 2022 tots els municipis de l'Horta Sud aprovaren per unanimitat l'eliminació de la designació per part de la Generalitat en tots els àmbits administratius.